# هربرت تسيمارمان
هربرت تسيمارمان (بالألمانية: Herbert Zimmermann)‏ هو عالم أعصاب ألماني، ولد في 10 يناير 1944 في تشيز ‏ في التشيك.